# Isodesmus immarginatus
Isodesmus immarginatus är en mångfotingart som beskrevs av Cook 1896. Isodesmus immarginatus ingår i släktet Isodesmus och familjen Chelodesmidae. Inga underarter finns listade i Catalogue of Life.